# János
A János bibliai eredetű férfinév, a héber Yohhanan névből, illetve ennek latin Johannus formájából származik, alakfejlődése: Joannes → Joanes → Joános → János.  Jelentése: Jahve megkegyelmezett.  Női párja: Johanna, Janka, Zsanett.

## Rokon nevek
- Iván
- Jánusz[1]
- Jankó:[1] a János név önállósult becéző változata
- Janó:[1] a János név önállósult becéző változata

## Gyakorisága
A János a 16-18. században a legnépszerűbb férfinév volt, elterjedtségére utal a mondás: Én is János, kend is János, az Isten is János. Később is, egészen az 1970-es évekig a leggyakoribbak közé tartozott, 1967-ben az 5. leggyakrabban adott férfinév volt, a 80-as években a 9. helyen állt, majd kissé vesztett a népszerűségéből, de még az 1990-es években is igen gyakori volt. A 2000-es évek elején a 29–39, a Jankót és a Janót nem lehetett anyakönyvezni.

## Névnapok
| - január 23. - január 27. - január 31. - február 8. - február 24., szökőévekben február 25. - március 8. - március 27. - március 28. | - május 6. - május 15. - május 16. - június 12. - június 24. - június 26. - július 12. - augusztus 9. - augusztus 13. | - augusztus 19. - augusztus 22. - augusztus 29. - szeptember 13. - október 8. - október 23. - október 25. - november 24. - december 27. |

A János-napi hagyományok közül említésre méltó, hogy december 27-én végzik a János-napi borszentelést.

## Idegen nyelvű névváltozatai
| - angolul: John, Josh, Ian, Jack, Jockey, Johnny, Sean, Shaun, Shane, Shawn, Shani - csehül: Jan - eszperantóul: Johano - franciául: Jean - finnül: Juhani - görögül: Jánisz - hollandul: Jan - írül: Seán - izlandiul: Jón, Jóhann, Jóhannes - kínaiul: Chang, Changs, Changi, Changy, Changue - latinul: Ioannes | - lengyelül: Jan, Janusz - németül Johann, Johannes, Hans, Jan - olaszul: Giovanni - oroszul: Ivan - portugálul: João, Luan, Hermes, Everton, Nuno, Nino, Evaristo - románul: Ion, Ioan - spanyolul: Juan - szlovákul: Ján - szlovénül: Janez |

## Híres Jánosok
„János” utónevű személyek szócikkeinek listája a Wikidata alapján

## Egyházi személyek
| - Keresztelő János - János evangélista - Alamizsnás Szent János († 619/620) alexandriai pátriárka - Aranyszájú Szent János (344/347 k.–407) konstantinápolyi pátriárka - Beverley-i Szent János († 721) yorki püspök - András fia János († 1392) szerémi püspök - Buzád nembeli János († 1294) spalatói érsek - Hont-Pázmány nembeli János († 1301) kalocsai érsek - János (12. század) veszprémi püspök - János (12. század) pécsi püspök - János (12. század) csanádi püspök - János (12. század) nyitrai püspök - János (12. század) váradi püspök - János (12. század) veszprémi püspök | - János (12-13. század) nyitrai püspök - János (12-13. század) nónai püspök - János (12-13. század) zenggi püspök - János (13. század) szerémi püspök - János (13. század) zenggi püspök - János (13. század) nónai püspök - János (13. század) szerémi püspök - János (13. század) tarui püspök - János († 1285) zágrábi püspök - János († 1328) nyitrai püspök - János (13-14. század) nónai püspök - János († 1348) fárói püspök - János († 1349) spalatói érsek - János († 1353) nónai püspök - János († 1381) zenggi püspök - János († 1395) csanádi püspök | - János (14. század) szkardonai püspök - János (14. század) makáriai püspök - János (14. század) csanádi, majd zágrábi püspök - János (14. század) szereti püspök - János († 1401 k.) nónai püspök - János († 1402) árgyasi püspök - János († 1425) kattaró püspök - János (14-15. század) szereti püspök - János (15. század) liddai püspök - János (15. század) bákói püspök - János (15. század) rosoni címzetes püspök - János (16. század) boszniai püspök - János (14. század) kolozsmonostori apát |

## Egyéb Jánosok

### Vezetéknévként
A János beceneveiből vált néhány családnévvé: Jacsó, Jancsa, Janka, Jankus, Jankó

### Az irodalomban
- Boka János, A Pál utcai fiúk (Molnár Ferenc) regényhőse
- Háry János mesehős
- János vitéz (Kukorica Jancsi)

### Földrajzi névként
Sok település nevében fordul elő a név, például: Csáfordjánosfa, Felsőjánosfa, Jánoshalma, Jánosháza, Jánoshida, Jánosi, Nagyszentjános, Jánossomorja, Jánosbokor.

### Népnyelvben

#### Gyümölcs- és zöldségnevek
- jánosmeggye egy meggyfajta[2]
- jános-alma, jankóialma vagy jankói-jeges egy almafajta neve[2]
- jankóhagyma a csomós hagyma[2]
- jancsibab a nagyszemű, piros virágú bab[2]
- jancsivirág a flox[2]
- jankófának hívják a lepényfát vagy más néven gledícsiát[2]
- a jánoskenyér vagy szentjánoskenyér egy földközi-tengeri fa édeskés termése, amit szárítva fogyasztanak[2]

#### Egyéb
- jánosbogár a bodobács neve néhány helyen, de van ahol így hívják a szentjánosbogarat is[2]
- fajancsi, faragójancsi, faragójankó fajankó, jankó vagy jancsi a neve a faragószéknek[2]
- jankófeje a neve a faragószék azon emberfej formájúra kifaragott részének, amibe a faragandó tárgyat beszorítják[2]
- jankó vagy jancsi a neve annak a kétágú fadarabnak, ami a boglya felemelésére szolgáló rúd támasztékul szolgál[2]
- jankó a neve a rokkán a pedált a kerékkel összekötő rúdnak, de van, ahol ezt juliskának hívják[2]
- jancsi vagy jancsika a neve a fonállal teli orsót tartó állványnak[2]
- jánosbácsi a neve a mezőkövesdi hímzés egyik motívumának[2]
- a miskakancsót nevezik jancsi-butykosnak, jancsikulacsnak, kígyósjancsinak vagy jancsi-korsónak is[2]
- a fanyelű bicska neve jancsibicska, jancsikés vagy kisjancsikés[2]
- jancsikályha a neve a Jászságban a kis vaskályhának[2]
- a Göncölszekér neve Jancsiszekere vagy Jancsikaszekere Moldvában és Csíkban[2]
- a Jancsibank a 19. században a hetenkénti befizetésekre alapított takarékpénztár neve[2]
- jancsibankó volt a neve a 19. században a munkabér helyett adott vásárlási utalványnak, ami egy olyan pléh lapocska volt, amit csak meghatározott kereskedőnél lehetett beváltani. Az első világháború idején így hívták a kis értékű vagy egészen elértéktelenedett papírpénzt is[2]
- a debreceni diákok nyelvében a rendőr neve máléjános[2]
- máléjankó, fajankó, maflajankó vagy gangajános a neve a mamlasz embernek[2]
- egyes helyeken a pénzügyőr, finánc neve krumplijancsi[2]
- jános a neve az iparossegédeknek, de a pulykakasnak is[2]
- a keljfeljancsi egy játékszer neve[2]
- jancsiszeg a kerek, domború fejű szeg neve[2]
- paprikajancsi a neve az eredetileg vásárokon, vagy bábjátékban szereplő, nagyorrú, piros ruhás, ravasz személynek vagy bábunak, ami lehet, hogy az orrára húzott valódi paprikáról kapta a nevét[2]
- jánosozás vagy jánosolás a mulatozással járó János-napi köszöntés[2]
- jánospohár, szentjánosáldás a borozgatás során, hazatérés előtt utolsónak kiivott pohár neve. Már a 11. században felbukkan, hogy lovagi udvarokban a búcsúzkodásnl, csatába indulásnál ürítették a jánospoharat. Haldoklókkal és halálraítéltekkel is itatták, mivel ők is olyan útra mentek, ahonnan nincs visszatérés.[2]
- János pap országa egy képzeletbeli ország[2]
- Olcsó János volt a neve régebben az apróbb tárgyakat áruló utcai árusoknak, ma inkább a mindent nagyon olcsón beszerezni kívánó emberekre mondják.[2]

#### Szólások, kifejezések
- A Jankó Miskáját! tréfás szitkozódás[2]
- olyan, mint vak János, mondják a nagyon boldogtalan emberre[2]
- Amint János fújja, Jancsika úgy ropja, vagyis az idősek szabják meg, miképp viselkedjenek a fiatalok[2]
- Ne úgy egyél, mint Já-á-nos, Já-á-nos, hanem István, István, figyelmeztettek arra, hogy nyitott szájjal nem illik enni[2]
- Jancsi, gyere vissza, itt hattad a pipádat! kiáltották a falusi gyerekek a futó nyúl után[2]
- Ha Jancsi lop, János bizonnyal fennakad, azaz a fiatalkori botlásokért idős korban is lehet bűnhődni[2]
- Jankónak mondják, János is értsen belőle, vagyis nem csak annak szól a figyelmeztetés, akinek nyíltan mondják[2]
- Gyakran megárt a Szent János pohara, azaz gyakori koccintásnak részegség a vége[2]

#### Más nyelveken
- John Pudding (puding János)[2]
- Jean Potage (leves János)[2]
- Hanswurst (kolbász Jancsi)[2]